# Discolabirinto
Discolabirinto è l'ultimo singolo estratto dall'album Microchip emozionale, secondo lavoro del gruppo torinese dei Subsonica pubblicato nel 2000. Alla canzone collaborarono i Bluvertigo ed è stata scritta da Boosta (musica) e Morgan (musica e testo).
Il video di Discolabirinto, girato a Bologna nell'inverno del 1999, è stato diretto da Luca Pastore ed è parte integrante della canzone: come spiegato nell'introduzione, il clip si propone di offrire una sorta di versione "visiva" della musica con un'interpretazione nella lingua dei segni, fruibile anche dalle persone con disabilità uditive, cosicché il brano si trasformi in una sorta di esperimento musicale.
Pur essendo un brano di ispirazione dance è stato scritto in un tempo dispari, 7/4, cosa non frequentissima nella musica leggera.

## Tracce
1. Discolabirinto – 5:01
2. Discolabirinto (Traccia video) – 6:26